# 亚采克·科勒姆巴耶夫
亚采克·科勒姆巴耶夫（波蘭語：Jacek Kołumbajew，1991年—），波蘭男子羽毛球運動員。

## 簡歷
2014年5月，亚采克·科勒姆巴耶夫出戰里加羽毛球國際賽，與马特乌什·杜博夫斯基合作拿得混合雙打亞軍。

## 主要比賽成績
只列出曾進入準決賽的國際賽事成績：
| 年份   | 賽事               | 公開賽級別 | 項目     | 拍檔                | 成績   |
| ------ | ------------------ | ---------- | -------- | ------------------- | ------ |
| 2014年 | 里加羽毛球國際賽   | 未來系列賽 | 男子雙打 | 马特乌什·杜博夫斯基 | 亞軍   |
| 2014年 | 立陶宛羽毛球國際賽 | 未來系列賽 | 男子雙打 | 马特乌什·杜博夫斯基 | 準決賽 |

| 2007-2017年 | 首要超級賽 | 超級賽 | 黃金大獎賽 | 大獎賽 | 國際挑戰賽 | 國際系列賽 | 未來系列賽 | 其他 |

| 2018-2026年 | 總決賽 | 超級1000賽 | 超級750賽 | 超級500賽 | 超級300賽 | 超級100賽 | 國際挑戰賽 | 國際系列賽 | 未來系列賽 | 其他 |